# Emil Hegetschweiler
Pour les articles homonymes, voir Hegetschweiler.
Emil Hegetschweiler, de son vrai nom Emil Johann Hegetschweiler né le 15 octobre 1887 à Zurich et mort dans la même ville le 1er octobre 1959 , est un acteur suisse.

## Biographie
Emil Hegetschwiler fut l'un des fondateurs en 1934 du Cabaret Cornichon, cabaret suisse qui illustrait la notion de défense spirituelle contre le nazisme.

## Filmographie partielle
- 1937 : Kleine Scheidegg (film) (en)
- 1938 : Le Fusilier Wipf
- 1954 : Uli, der Knecht
- 1955 : Heidi et Pierre
- 1958 : Ça s'est passé en plein jour

## Sources de la traduction
- (de) Cet article est partiellement ou en totalité issu de l’article de Wikipédia en allemand intitulé « Emil Hegetschweiler » (voir la liste des auteurs).